# 1975年庶民院資格剥奪法
1975年庶民院資格剥奪法（1975ねんしょみんいんしかくはくだつほう、英語: House of Commons Disqualification Act 1975）は、イギリスの法律。特定の官職あるいは地位にある人物に庶民院議員に就任する資格がないことを定めた法律であり、1957年庶民院資格剥奪法など以前より存在した法律を更新した形となっている。

## 内容
聖職貴族、裁判官、公務員、軍人（元軍人、陸軍元帥、海軍元帥、空軍元帥を除く（第3条））、警察、イギリス連邦またはアイルランド以外の立法府の議員は全ての選挙区において庶民院議員の資格を有さない（第1条1項）。また、チャンネル4（公共放送）など一部政府との関連を有する組織に所属する人物も全ての選挙区において庶民院議員の資格を有さない（第1条1項、附則1第2部、附則1第3部）。統監、州長官、ワイト島総督については所属地域の選挙区において庶民院議員の資格を有さない（第1条2項、附則1第4部）。
第2条により、庶民院議員のうち政務官（Parliamentary Secretary）から首相までの官職を有する人数を最大95人に制限し（第2条、附則2）、96人目以降は（庶民院議員就任により官職を失うことはないものの）庶民院における投票権を失う。
第4条はいくつかの閑職を附則1第3部に追加した（すなわち、全ての選挙区において庶民院議員の資格を有さないと定めた）が、これらの閑職はイギリス庶民院議員の辞任にあたって、名目的に任命される官職であり、庶民院議員から辞任する方法を残す形となった。
資格を有さない者が当選した場合、その当選は無効となる（第6条1項）。1975年庶民院資格剥奪法に基づく資格剥奪の裁判管轄は枢密院にあり、枢密院司法委員会は選挙区によって裁判を該当する高等裁判所に委ねることができる（第7条）。

## 改正
1975年に制定された法ではイギリス連邦以外の立法府の議員による庶民院議員就任の資格を剥奪していたが、ベルファスト合意に伴う2000年資格剥奪法により、アイルランドの立法府（ウラクタス）の議員については除外された。
1801年庶民院(聖職者の資格剥奪)法（House of Commons (Clergy Disqualification) Act 1801）により、聖職者は庶民院議員の資格を有さず、1975年庶民院資格剥奪法では第10条により聖職者に関する規定が維持されたままだったが、これは2001年庶民院(聖職者の資格剥奪規定除去)法により廃止され、貴族院議員である聖職貴族のみ庶民院議員の資格を有さないことになった。
1975年庶民院資格剥奪法の附則は官職の新設・廃止、公共団体の設立・解散・民営化などによりしばしば改正される。この改正は庶民院の議決に基づき、枢密院勅令によって行われる（第5条）。たとえば、ブリティッシュ・ガスの従業員は1975年の立法時点では庶民院議員の資格を有さなかったが、民営化に伴い1986年ガス法（Gas Act 1986）で資格剥奪が廃止された。